# Palladium-waterstofelektrode
De palladium-waterstofelektrode (Pd/H2) is een veel gebruikte referentie-elektrode in elektrochemische studies. Het merendeel van de kenmerken zijn vergelijkbaar met de standaard-waterstofelektrode (met platina). Maar palladium heeft een belangrijk kenmerk - de mogelijkheid om waterstof op te nemen als interstitieel-defect.

## Werking van de elektrode
Wanneer waterstof wordt geabsorbeerd in palladium kunnen de onderstaande twee fasen naast elkaar voorkomen:
- De alfa-fase, met waterstofconcentraties van minder dan 0,025 atomen per palladiumatoom.
- De bèta-fase, met waterstofconcentraties die overeenkomen met de niet-stoichiometrische formule PdH0.6

Het elektrochemische gedrag van een palladiumelektrode in evenwicht met H3O+-ionen in oplossingen loopt parallel aan het gedrag van palladium met moleculaire waterstof.
{\displaystyle {\tfrac {1}{2}}H_{2}=H_{ads}=H_{abs}}
Dus het evenwicht wordt gecontroleerd in het ene geval door de gedeeltelijke druk van fugaciteit van moleculaire waterstof en in het andere geval door de activiteit van H+-ionen in de oplossing.
{\displaystyle E=E^{0}+{RT \over F}\ln {a_{H^{+}} \over (p_{H2})^{1/2}}}
Wanneer palladium elektrochemisch wordt geladen door waterstof komt het bestaan van de twee fasen tot uiting door een constante potentiaal van circa +50 mV versus de omkeerbare waterstofelektrode. Dit potentieel is onafhankelijk van de hoeveelheid opgenomen waterstof opgenomen over een breed bereik. Deze eigenschap is de basis voor het gebruik van de palladium-waterstofreferentie-elektrode. Het belangrijkste kenmerk van deze elektrode is de afwezigheid van het constant borrelen van moleculaire waterstof door de oplossing zoals noodzakelijk voor de standaard-waterstofelektrode.